# Norops jubar
Norops jubar är en ödleart som beskrevs av  Schwartz 1968. Norops jubar ingår i släktet Norops och familjen Polychrotidae. Inga underarter finns listade i Catalogue of Life.